# Lay Range
Lay Range är ett berg i Kanada.   Det ligger i provinsen British Columbia, i den centrala delen av landet, 3 600 km väster om huvudstaden Ottawa. Toppen på Lay Range är 1 935 meter över havet, eller 14 meter över den omgivande terrängen. Bredden vid basen är 0,05 km.
Terrängen runt Lay Range är huvudsakligen kuperad, men åt sydost är den bergig. Trakten runt Lay Range är nära nog obefolkad, med mindre än två invånare per kvadratkilometer.. Det finns inga samhällen i närheten.